# Ammotrophus
Genre
Synonymes
- Hesperaster Clark, 1928[1]

Ammotrophus est un genre d'oursins plats de la famille des Clypeasteridae.

## Systématique
Le genre Ammotrophus a été créé en 1928 par le zoologiste américain Hubert Lyman Clark (1870–1947), avec comme espèce type Ammotrophus cyclius.

## Description
Ce sont des oursins aplatis et discoïdaux, avec un test à marge fine et nette, légèrement indenté au milieu de l'ambulacre, surtout postérieurement.

On compte quatre gonopores.

Un renfort périphérique est présent sous forme de parois concentriques dans la partie externe du test et d'entretoises radiales dans la partie interne du test.

Les pétales sont très larges et largement ouverts distalement ; non élevés au-dessus des zones interambulacraires, avec des paires de pores conjugués.

Tous les interambulacres sont disjoints oralement ; séparés par une seule paire de plaques ambulacraires. La deuxième paire de plaques ambulacraires est nettement plus grande que les autres plaques de la surface orale.

Le périprocte est placé sur la face orale plus proche du bord externe que du péristome ; l'ouverture est délimitée par les premières plaques interambulacraires post-basicoronales paires.

Les sillons alimentaires comprennent uniquement des troncs perradiaux simples, s'étendant aboralement jusqu'à l'apex.

Sur la surface buccale, tubercules et pores ambulacraires disposés linéairement, formant des zones en peigne. Zones en peigne relativement petites et seulement proéminentes sur la surface orale.
Ce genre semble apparu au Pléistocène, et est essentiellement limité à l'Australie méridionale. 

## Liste des taxons de rang inférieur
Liste des espèces selon GBIF (2 mai 2022) :
- Ammotrophus arachnoides (H.L.Clark, 1938) -- Australie méridionale
- Ammotrophus crassus (H.L.Clark, 1938) †
- Ammotrophus cyclius H.L.Clark, 1928 -- Australie méridionale -- espèce type
- Ammotrophus platyterus H.L.Clark, 1928 -- Australie méridionale

Mortensen (1948) suggère que ces quatre espèces pourraient toutes être synonymes, représentant de simples variations d’Ammotrophus cyclius.

## Étymologie
Le nom générique, Ammotrophus, dérive du grec ancien ἄμμος, ammos, « sable », τροφός, trofos, « qui se nourrit d’une certaine manière », et ce en référence à l'habitat de ces espèces.

## Publication originale
- (en) Hubert Lyman Clark, « The sea-lilies, sea-stars, brittle-stars and sea-urchins of the South Australian Museum », Records of the South Australian Museum, Adélaïde, Inconnu et Musée d'Australie-Méridionale,‎ 1928 (ISSN 0376-2750, OCLC 2489475, lire en ligne).